# クララ・ハスキル
クララ・ハスキル（Clara Haskil, 1895年1月7日 - 1960年12月7日）は、ルーマニア王国 (現：ルーマニア)出身のピアニスト。古典派と初期ロマン派のレパートリーで名高く、とりわけモーツァルト作品の録音と演奏で著名。ほかにスカルラッティやベートーヴェン、シューマンの解釈にも卓越したものがある。室内楽奏者としても活躍し、ジョルジュ・エネスコやウジェーヌ・イザイ、パブロ・カザルスと共演した。とりわけアルテュール・グリュミオーの共演者として名高い。

## 生涯
ブカレストに生まれ、4歳で父を亡くす。ウィーンでリヒャルト・ローベルトに師事。同門の後輩にルドルフ・ゼルキンやジョージ・セルらがいた。その後に短期間フェルッチョ・ブゾーニにも師事している。
10歳でパリ音楽院に入学。公式にはアルフレッド・コルトーに入門したことになっているが、実際にはほとんどの指導をラザール・レヴィやジロー＝ルタルズ夫人から受けた。コルトーは他の弟子の前で、クララを「次の回に君の演奏は聞こう」といって追い返したり、「家政婦が演奏しているようだ」とまでいったりして、事実上同僚のレヴィにクララの教育を委ねた。
15歳で最優秀賞を得て卒業し、間もなくヨーロッパ各地を演奏旅行した。1913年に、脊柱側弯の徴候の機先を制するべくギプスをはめるようになる。頻繁な病気に加えて、1920年には舞台負けが極端になり、好意的な批評を受けられず経済的にも失敗する。
当初はフランスを活動の拠点としていたが、ユダヤ系であったため、ヴィシー政府におけるナチス・ドイツ軍の跳梁跋扈を避けてスイスに出国。戦後もスイスとオランダを拠点とするようになった。生涯の大半を清貧のうちに過ごし、正当な評価を勝ち得るようになったのは、ようやく第二次世界大戦後、1949年のオランダにおける一連の演奏会を通じてであった。
1950年代から脚光を浴び始める。カラヤンを始めとする著名な指揮者や、またカザルス、チャップリンとの交友にも恵まれ、フランスを始めとするヨーロッパ諸国での演奏活動も、熱狂的な聴衆に支持されるようになった。しかし、生まれつき虚弱体質であり、社交的な性格でもなかったため、他の同時代の演奏家に比べて活動が活発だったとはいえない。
ピアニストとしては、純粋な音色や、ハスキル自身のヴァイオリンの演奏経験に由来するというフレージングに特徴がある。
彼女は自分の演奏会のチケットを同封した手紙を、師コルトーへ何度も送って来場を請うたが、コルトーは一度も会場に足を運ばなかった。妹弟子の遠山慶子がコルトーに、なぜクララのコンサートに行かず、そのくせ弟子たちには行ってきてその感想を伝えてくれと言うのか、その理由を問うと、コルトーはクララに明かさぬよう遠山に約束させた上でこう答えた。
「クララに必要なことは放っておくことだ。どのような人にどのように教えるべきかを発見するのが教師にとって一番むずかしいことだ。クララは、バランスがとれないような、孤独な時にもっとも素晴らしいものを生み出す才能がある。生涯満足をさせないことが彼女を生かす道なのだ。」
またクララはモーツァルトのピアノ協奏曲第21番だけは決して演奏会でとりあげなかった。遠山に尋ねられたクララは、2つの理由を明かした。1つ目は、若くして亡くなった弟弟子のディヌ・リパッティがあまりに完璧に弾いたからだと。そして2つ目についてはこう答えた。
「コルトーが私にはあの曲は弾けないと言ったのよ。私みたいに、死ぬほど人の前で弾くのが怖い人には。」
クララは、ブリュッセルの駅で転落した際に負った怪我がもとで急死した。その翌日にグリュミオーと演奏会で共演することになっていた。意識を失って病院に担ぎ込まれたハスキルは医師の懸命の治療で短時間意識を回復し、パリから呼び出された妹たちに、翌日グリュミオーと演奏できないことを詫びるように伝え、さらに弱々しく彼女の手を上げて、「少なくとも、手だけは守って無事だったわ」と、微笑を浮かべて囁いた。
亡骸はパリのモンパルナスに埋葬されている。
師コルトーがハスキルの死を悼んだメッセージの録音が残されている。
スイスでは遺功を偲んで、1963年より「クララ・ハスキル国際ピアノ・コンクール」が開かれている。
友人で「エターナリー」等の作曲家でもあったチャップリンは、彼女についてこう述べている。
「自分は人生で3人の天才に会った。ウィンストン・チャーチル、アインシュタイン教授、クララ・ハスキルの3人である。正規の教育を受けた音楽家ではない私だがこれだけはいえる。彼女のタッチは絶妙で、表現は素晴らしく、テクニックは並外れていたと。」